# Ectropothecium stigmophyllum
Ectropothecium stigmophyllum är en bladmossart som beskrevs av Brotherus in Rechinger 1908. Ectropothecium stigmophyllum ingår i släktet Ectropothecium och familjen Hypnaceae. Inga underarter finns listade i Catalogue of Life.